# ソユーズ30号
ソユーズ30号（Soyuz 30 、ロシア語: Союз 30）は、1978年に行われたソビエト連邦の有人宇宙飛行で、サリュート6号を訪れた。軌道上の施設にドッキングが成功したのは5度目であった。ソユーズ30号の乗組員は、長期滞在を行っているソユーズ29号の乗組員を初めて訪ねた。
ピョートル・クリムクと初のポーランド人宇宙飛行士となるミロスワフ・ヘルマシェフスキの2人が参加した。

## 乗組員
- 船長：ピョートル・クリムク　(2度目)
- リサーチコスモノート：ミロスワフ・ヘルマシェフスキ　(1度目)

### バックアップ
- 船長：ワレリー・クバソフ
- フライトエンジニア：ゼノン・ヤンコフスキ

## ミッションパラメータ
- 質量:6,800kg
- 近点:197.6km
- 遠点:261.3km
- 軌道傾斜角:51.66°
- 軌道周期:88.83分

## ミッションハイライト

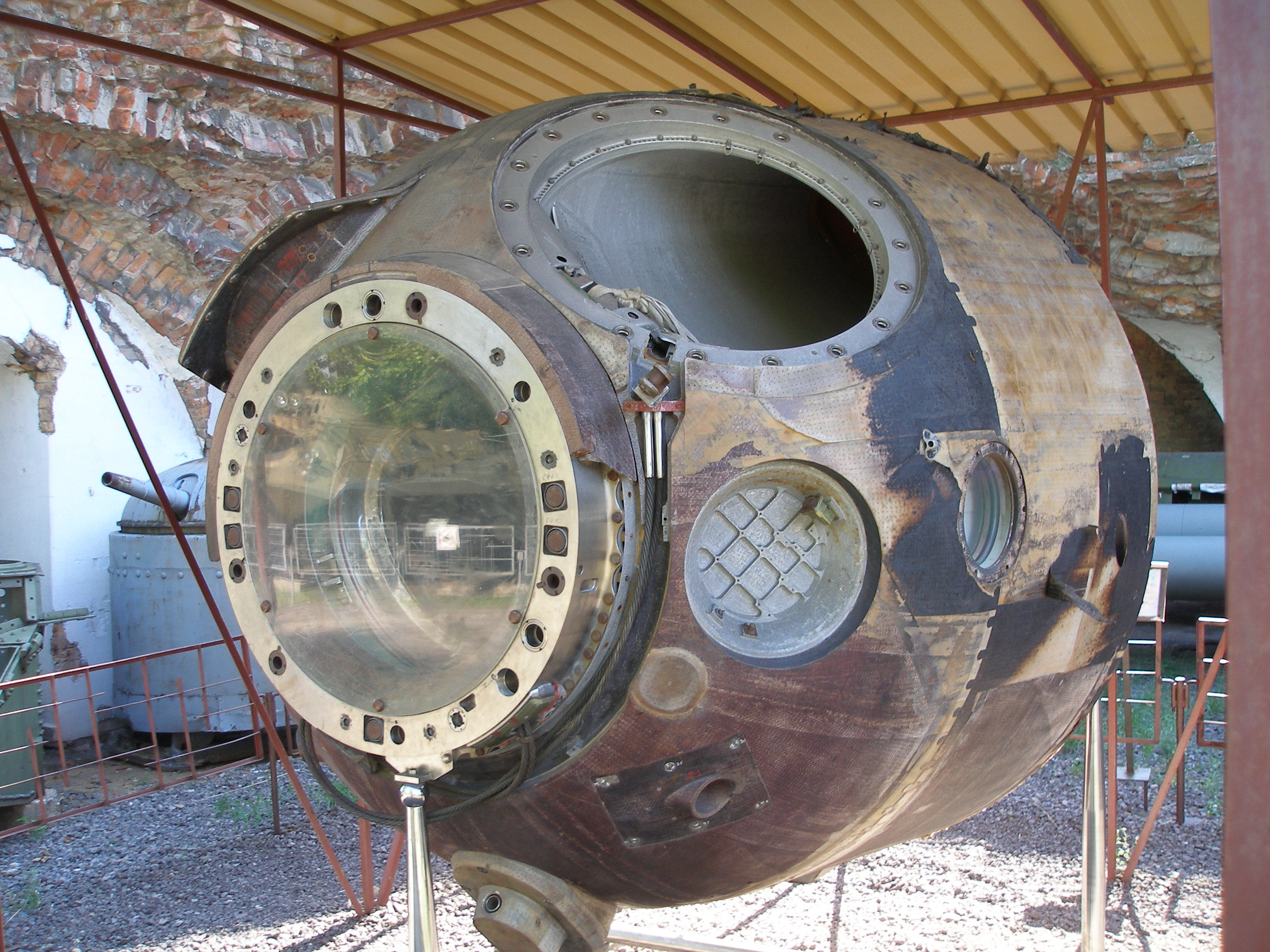
ワルシャワのポーランド軍事技術博物館に展示されるソユーズ30号の着陸カプセル

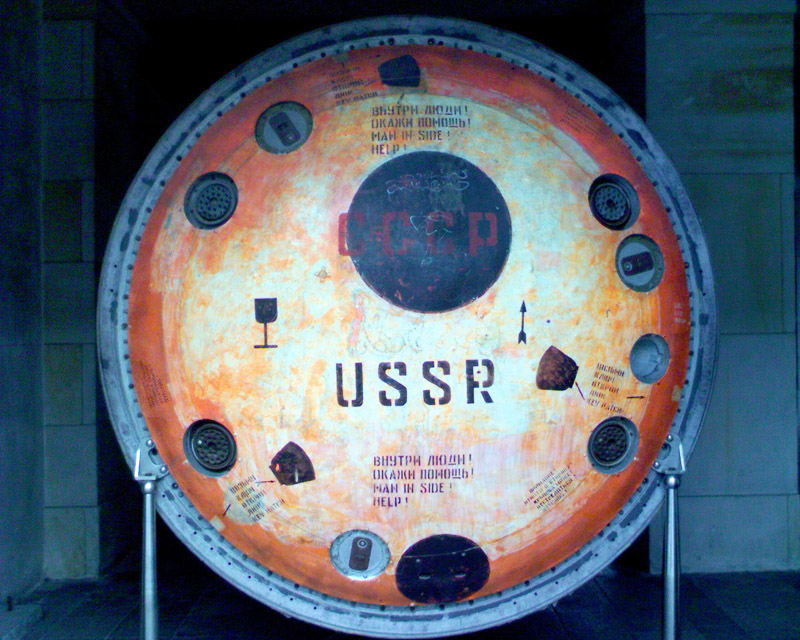
カプセルの耐熱シールド

2度目のインターコスモスミッションは1978年6月27日にサリュート6号に向けて打ち上げられた。ソユーズは6月29日にステーションにドッキングし、乗組員のピョートル・クリムクとミロスワフ・ヘルマシェフスキは12日前から来ていたウラジーミル・コワリョーノクとアレクサンドル・イワンチェンコフに面会した。軌道上の宇宙ステーションに4人が集まるのは3度目のことだった。
しかし、ソユーズ30号の乗組員の任務は、ソユーズ29号の乗組員の仕事と干渉しないように大部分が削減された。ソユーズ29号の乗組員の滞在中は、インターコスモスの乗組員は実験をするためにソユーズに留まる必要があった。このような状況にも関わらず、ヘルマシェフスキは多くの実験を行った。例えば、結晶化の実験では、ステーション上の赤外線検出器で利用されるカドミウム-テルル-水銀の47gの半導体結晶を作った。この収量は、地上での15%を大幅に上回る50%であった。
ソユーズ30号の乗組員は、MKF-6Mカメラの使用の訓練を受けていた。この訓練の一部は、宇宙ステーションの模擬環境である高度10kmで飛行するTu-134上でも行われた。ヘルマシェフスキはポーランドの写真を撮影したが、ポーランド上空は悪天候であった。また、オーロラの撮影も行われた。
ヘルマシェフスキは、肺活量の測定や運動中や与圧服着用の体温の測定等の医学実験も行った。搭乗の4人全員が参加して、どうして無重力下で食物が美味しい理由を調べる味覚実験も行われた。
ソユーズ30号の乗組員は、実験装置をカプセルにまとめ、7月5日早朝に、アスタナから西へ300kmの農場に着陸した。